# Micael Kallin
Erik Micael Kallin, född 24 februari 1964, är en svensk nationalekonom och journalist från Stockholm.

## Bakgrund
Kallin har en fil kand från Uppsala universitet; en fil mag från Stockholms universitet, med examensarbete i internationell ekonomi för professor Harry Flam vid Institutet för Internationell Ekonomi och en fil kand i journalistik från JMK, samt en examen i portugisiska språket från Pontifícia Universidade Católica do Rio de Janeiro, Brasilien. 

## Från statsförvaltningen till journalistiken
Kallin har en bakgrund inom statsförvaltningen som utredare på Konkurrensverket och som sakkunnig till finansminister Anne Wibble, samt som regeringens SOU–utredare av EU:s handelsrestriktioner. Från mitten av 1990-talet är han huvudsakligen verksam som skribent med bland annat utredningsuppdrag för svenska och internationella handelsorganisationer och sedan slutet av 90-talet främst med journalistiskt arbete som reporter, redaktör och producent för Dagens Eko, SVT, TV4 , TV8 och Dagens Nyheter. Kallin är i dag verksam som frilansjournalist och fri skribent, för tidningar, tidskrifter och organisationer.

## Journalistiken
Den journalistiska banan började på Kalla fakta, TV4, där han anställdes av Göran Ellung år 1997. År 1999 fortsatte Kallin till Dagens Eko, med Kerstin Brunnberg som Ekochef och Cecilia Benkö som Ekonomiredaktionschef. År 2009 arbetade Kallin för SR-staben som innehållsansvarig för en programserie om den Globala ekonomin. Micael Kallin har också arbetat som programledare på SVT nyheter och TV8:s Finansnytt, som han var med och grundade. På TV8 var Kallin även programledare tillsammans med Åke Ortmark i programmet O som i Ortmark, med Peter Wolodarski som programresearcher. 
Kallin har också producerat flera uppmärksammade dokumentärer med fokus på jämförande av politiska förhållanden i Sverige, Europa och USA för TV4 och SVT. Flera av dokumentärerna har väckt starka reaktioner och krav på politisk förändring, till exempel dokumentären "Hets mot folkgrupp" för Kalla fakta - en dokumentär om hot, förföljelse och våld mot homosexuella. Lagen om Hets mot folkgrupp ändrades därefter till att även omfatta homosexuella. 
Dokumentären "Skola mot skola" för Dokument inifrån, SVT, är annan dokumentär som väckte mycket starka reaktioner och politisk debatt. Dokumentären var den första större granskningen av segregationseffekter inom skolan till följd av skolpeng och friskolor. Dokumentären publicerade en oberoende undersökning av effekten av det fria skolvalet i Stockholms stad, där Jan Björklund var ansvarigt Skolborgarråd, och rapporterade om den internationella debatten och forskningen om skolval ("vouchers") i USA och om utvecklingen i vissa skolor i USA.
Kallin har även granskat skillnaderna i narkotikapolitiken mellan EU:s medlemsländer och EU:s arbete mot narkotika som bedrivs av Europeiska centrumet för kontroll av narkotika och narkotikamissbruk (ECNN) i Lissabon.
Som nyhetsreporter och fri skribent har Kallin framförallt varit engagerad i att granska effekter av finans- och penningpolitiken och utvecklingen av Socialförsäkringen, framförallt sjuk-och assistansersättningarna. 

## Politiska organisationer
Kallin har tidigare varit verksam i flera organisationer som Folkpartiet liberalerna och Internationella Paneuropeiska ungdomsförbundet samt Svenska Paneuropeiska ungdomsförbundet som han grundade i början av 1990-talet och var dess ordförande under flera år. Under åren 1995 till 1997 var Kallin även redaktör för Svenska Paneuroparörelsens tidskrifter Paneuropavisioner och Europeisk Debatt.

## Uppdrag
Åren 1992–94 var Kallin adjungerad i regeringens Ekonomiska råd under Ann Wibbles ordförandeskap, samt i Svenska Paneuropeiska Förbundet under Sven Saléns ordförandeskap. Under de åren var Kallin även engagerad för Paneuroparörelsen i ett flertal fredsresor till dåvarande Jugoslavien, vilka bland annat skedde i samarbete med Internationella Paneuroparörelsen och dess ordförande Otto von Habsburg samt dennes dotter Walburga Douglas. Under flera år på 90-talet företrädde Kallin det svenska Paneruopeiska ungdomsförbundet vid de årliga internationella mötena som hölls i Europaparlamentet, Strasbourg, Frankrike.  

## Fotografi, böcker och utställningar
Micael Kallin är sedan början av 1980-talet en engagerad fotograf och har haft flera utställningar i Sverige, Europa och Brasilien, samt blivit publicerad i svenska tidningar och tidskrifter. Under större delen av åren 1999–2012 arbetade och studerade Kallin utomlands, huvudsakligen i São Paulo, Brasilien, då producerades också flera av de fotoserier som legat till grund för utställningar och publiceringar.
År 2017 avslutade Kallin fotoprojektet "Augusta à Noite", om det alternativa och gränsöverskridande livet i megastaden São Paulo. Projektet inleddes år 2015 tillsammans med två brasilianska fotografer. Micael Kallins fotografier i projektet visades samtidigt på två separatutställningar i São Paulo och en i Stockholm.  Samma år sammanställdes Kallins fotoserie "Infinity", som visats som fotoutställning på gallerier i Uppsala och Stockholm. 
Micael Kallin har också gett ut fotoböckerna Inhambane, ett dokumentärt fotoreportage av en by i Inhambane, Mozambique och boken Casa de Criadores, ett fotodokument över den internationellt uppmärksammade brasilianske designern Jadson Ranieres arbete. 

## Parkinsons sjukdom
Micael Kallin fick år 2010 diagnosen Parkinsons sjukdom vilken han berättat om i bland annat radio och TV och om hur sjukdomen påverkat hans liv. 